# Fraternidad Patriota Salvadoreña
Fraternidad Patriota Salvadoreña es un partido político salvadoreño, inclinado hacia la derecha del espectro político, aunque, según Óscar Lemus, presidente del partido, no depende de ideologías de izquierda ni de derecha. Fue disuelto en 2018 y reinscrito en 2022 como partido por el Tribunal Supremo Electoral (TSE), esto luego de recolectar por ley las 50 mil firmas necesarias.

## Historia
Al momento de la inscripción el 12 de mayo de 1998, el TSE le dio luz verde y el partido convocó a una conferencia de prensa y Óscar Lemus el presidente del partido, dijo que el proceso les llevó 7 años en los cuales fueron víctimas de la burocracia del TSE.
En la Elección presidencial de El Salvador de 2014 participó Óscar Lemus como candidato, pero sin resultar electo, recibiendo 6,917 votos, equivalente al 0.61% de los votos válidos.
En las Elecciones legislativas y municipales de El Salvador de 2015 no logró ningún diputado al Parlacen, tampoco logró liderar ninguna alcaldía, pero logró 1 concejal en la alcaldía de Quezaltepeque. Siendo su segunda participación electoral logró 11,210 votos para el Parlacen, no presentó candidaturas para la Asamblea Legislativa, y todos los votos que recibió a lo largo del país por sus candidatos a alcaldes sumaron 3,658 votos, aunque no presentó candidatos en todos los municipios del país.
Por otra parte en las Elecciones legislativas y municipales de El Salvador de 2018 el partido logró ganar una alcaldía en el municipio de San Lorenzo en Ahuachapán siendo el alcalde Álvaro Humberto Castillo Guevara, logrando un total de 2,336 votos válidos.
Luego de no haber obtenido por lo menos un diputado y 50,000 votos mínimos para poder seguir siendo partido político en las Elecciones legislativas y municipales de El Salvador de 2018, el Tribunal Supremo Electoral de El Salvador decidió de manera unánime, cancelar el partido Fraternidad Patriota Salvadoreña el día 25 de julio de 2018 y siendo pública el día 26 de julio de 2018.
En abril de 2022 el TSE oficializó que el partido recuperaría su personería jurídica, acreditándolo nuevamente como partido político. Para las elecciones presidenciales de 2024 presentaron como fórmula presidencial a la arquitecta Marina Murillo y al empresario agropecuario radicado en el exterior Fausto Carranza para la presidencia y vicepresidencia respectivamente, esto se realizó junto a las candidaturas para los cargos de la Asamblea Legislativa y para los Concejos Municipales. Luego de más de 30 años de democracia es la primera vez que El Salvador nuevamente tiene a una mujer como candidata a la presidencia, siendo anteriormente en 1992 cuando participó Rina Victoria Escalante de Rey Prendes, con el Movimiento Auténtico Cristiano (MAC).

## Ideología
Como parte de su campaña política, el secretario general Óscar Lemus y exmilitar en retiro, propuso en 2018 la reincorporación de la Guardia Nacional para afrontar la crisis de inseguridad que azotaba al país en aquel entonces, aquella Guardia funcionó desde 1912 a 1992 ya que luego de la firma de los Acuerdos de Paz fue disuelta, además fue la responsable de reprimir la protesta ciudadana del Levantamiento Campesino en 1932 que se calcula dejó un saldo de víctimas de entre 25 y 30 mil.
De acuerdo a su estatutos, apoyan el derecho a la vida desde la concepción, el libre culto, los derechos y deberes tanto individuales como colectivos y fomentan el respeto a la Constitución; abogan por rescatar los valores morales y cívicos con ayuda de Dios para salir de toda crisis que afronta el país y alcanzar un mejor nivel de vida. Sobre esto, se consideran una institución patriota, progresista y humanista.
En su momento, estuvieron a favor de la creación de la Comisión Investigadora contra la Impunidad y la Corrupción en El Salvador (CICIES).
Están a favor del régimen de excepción, modelo de seguridad cuestionado e implementado por el gobierno de Nayib Bukele.Posteriormente la candidata a la presidencia, Marina Murillo, reforma su discurso y dijo que de llegar a la presidencia aboliría ese modelo de seguridad y buscaría implementar un método que garantice respetar los derechos humanos de la población.

## Resultados electorales

### Elecciones presidenciales
| Año  | Candidatura    | Primera vuelta | Primera vuelta | Segunda vuelta | Segunda vuelta | Resultados         |
| Año  | Candidatura    | Votos          | %              | Votos          | %              | Resultados         |
| ---- | -------------- | -------------- | -------------- | -------------- | -------------- | ------------------ |
| 2014 | Óscar Lemus    | 6,659          | 0.26%          |                |                | 5° lugar No electo |
| 2024 | Marina Murillo | 19,293         | 0.60%          |                |                | 6° lugar No electa |

### Elecciones parlamentarias
| Año  | Votos        | %            | Posición     | Escaños      | +/–          | Legislatura         |
| ---- | ------------ | ------------ | ------------ | ------------ | ------------ | ------------------- |
| 2012 | No participa | No participa | No participa | No participa | No participa | Extra parlamentario |
| 2015 | No participa | No participa | No participa | No participa | No participa | Extra parlamentario |
| 2018 | 20,026       | 0.94%        | 6.º          | 0/84         | 0            | Extra parlamentario |
| 2024 | No participa | No participa | No participa | No participa | No participa | Extra parlamentario |

### Elecciones de alcaldías municipales
| Año  | Votos  | %     | Posición | Alcaldías | +/– |
| ---- | ------ | ----- | -------- | --------- | --- |
| 2012 | 1,366  | 0.06% | –        | 0/262     | 0   |
| 2015 | 3,658  | 0.15% | –        | 0/262     | 0   |
| 2018 | 12,565 | 0.55% | 6.º      | 1/262     | 1   |
| 2024 | 7,449  | 0.46% | 11.º     | 0/44      | 0   |

### Parlamento Centroamericano
| Año  | Votos        | %            | Posición     | Escaños      | +/–          | Legislatura         |
| ---- | ------------ | ------------ | ------------ | ------------ | ------------ | ------------------- |
| 2015 | 11,210       | 0.52%        | 9.º          | 0/20         | 0            | Extra parlamentario |
| 2024 | No participa | No participa | No participa | No participa | No participa | Extra parlamentario |